# Billie Lourd

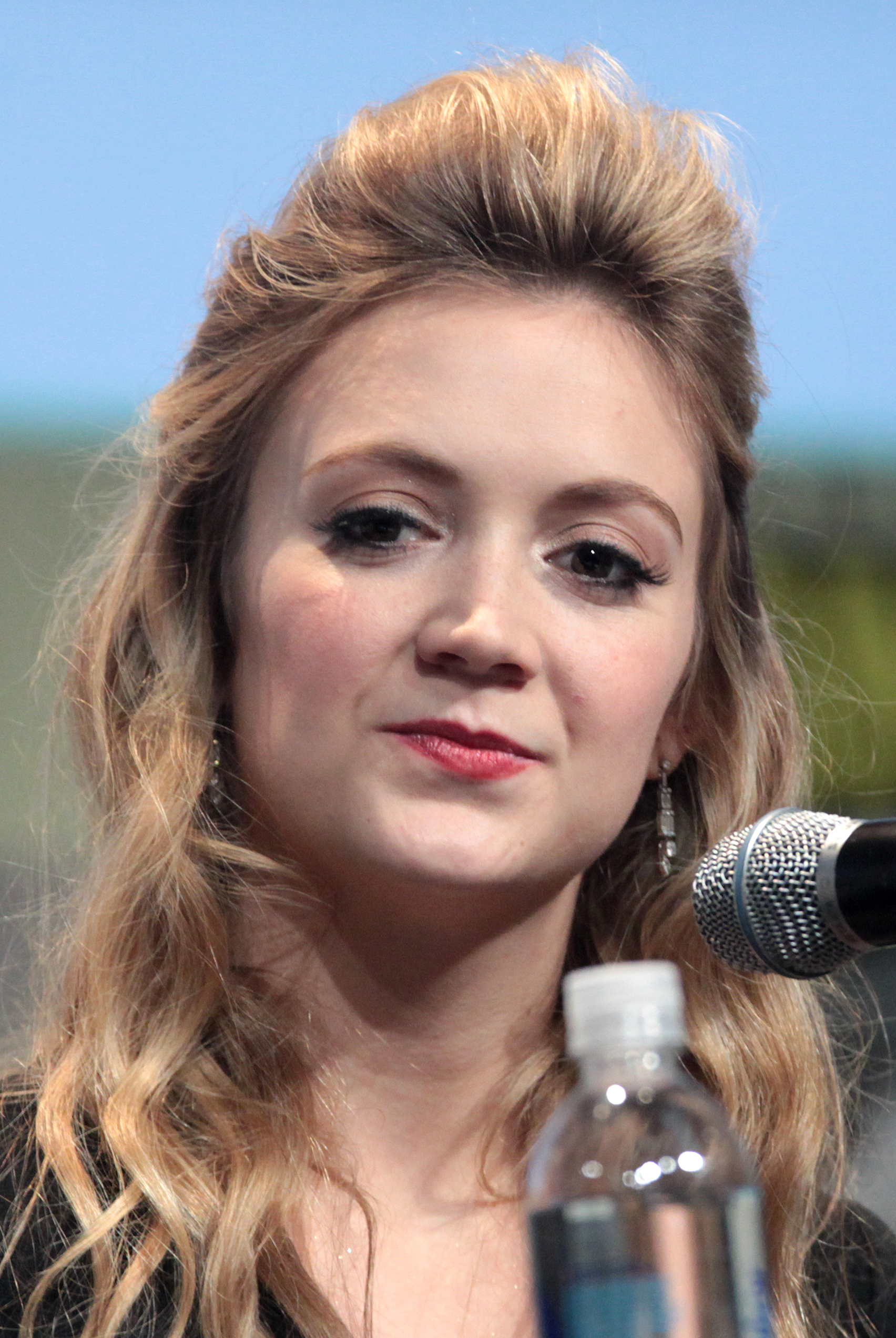
Billie Lourd bei der Comic-Con 2015

Billie Catherine Lourd (* 17. Juli 1992 in Los Angeles, Kalifornien) ist eine US-amerikanische Schauspielerin.

## Leben
Billie Lourds Eltern sind die 2016 verstorbene Schauspielerin Carrie Fisher und der Talentscout Bryan Lourd. Sie ist die Enkelin der ebenfalls 2016 verstorbenen Schauspielerin Debbie Reynolds und des Sängers Eddie Fisher; außerdem ist sie die Nichte von Todd Fisher, Joely Fisher und Tricia Leigh Fisher. Lourd studierte Religionswissenschaft und Psychologie an der New York University und schloss ihr Studium im Jahr 2014 ab.
Im Juni 2014 berichtete The Sun, dass Lourd eine Rolle in dem 2015 erscheinenden Star Wars: Das Erwachen der Macht erhalten solle. Kurz nach Bekanntgabe wurde spekuliert, ob Lourd eine jüngere Version von Leia Organa, die ihre Mutter bereits gespielt hatte, verkörpern werde. Lourd verneinte dies. Schließlich war sie als Lieutenant Connix zu sehen, die sie auch in den darauffolgenden Teilen Star Wars: Die letzten Jedi und Star Wars: Der Aufstieg Skywalkers verkörpert.
Von September 2015 bis Dezember 2016 hatte Billie Lourd eine Hauptrolle als Sadie Swenson in der Horror-Comedy-Fernsehserie Scream Queens inne. 2017 spielte sie in der siebten Staffel der Anthologie-Serie American Horror Story mit. 2018 war sie neben Emma Roberts und Ansel Elgort in der Filmbiografie Billionaire Boys Club zu sehen. 2018 und 2019 übernahm sie in der achten und der neunten Staffel von American Horror Story weitere Hauptrollen.
Im Jahr 2020 bekam Lourd gemeinsam mit Austen Rydell einen Sohn. Das Paar heiratete im März 2022.

## Filmografie
- 2015: Star Wars: Das Erwachen der Macht (Star Wars: The Force Awakens)
- 2015–2016: Scream Queens (Fernsehserie, 23 Folgen)
- 2017: Star Wars: Die letzten Jedi (Star Wars: The Last Jedi)
- seit 2017: American Horror Story (Fernsehserie)
- 2018: Billionaire Boys Club
- 2019: Booksmart
- 2019: Star Wars: Der Aufstieg Skywalkers (Star Wars: The Rise of Skywalker)
- 2019: Will & Grace (Fernsehserie, Folge 11x09)
- 2021: American Horror Stories (Fernsehserie, Folge 1x05)
- 2022: Ticket ins Paradies (Ticket to Paradise)
- 2024: The Last Showgirl
- 2024: And Mrs
- 2025: Mid-Century Modern (Fernsehserie, eine Folge)